# 寿暁堂梅国
寿暁堂 梅国（じゅぎょうどう うめくに、生没年不詳）とは江戸時代の大坂の浮世絵師。

## 来歴
寿好堂よし国の門人で大坂の人。寿暁堂、四季亭と号す。作画期は文化13年（1816年）から文政の頃にかけてで、役者絵を残している。浜芝居の役者も描いた。

## 作品
- 「五斗兵衛・中村十蔵」　大判錦絵　池田文庫所蔵　※文化13年9月、大坂座摩芝居『義経腰越状』より
- 「団七九郎兵衛・中村歌右衛門　三河屋義平次・市川鰕十郎」　大判錦絵2枚続　池田文庫所蔵　※文政6年（1823年）4月、大坂角の芝居『夏祭浪花鑑』より。「よし国門人むめ国画」の落款あり
- 「淀与三右衛門・市川滝十郎」　大判錦絵　池田文庫所蔵　※文政7年3月、大坂大西芝居『長柄長者黄鳥墳』より
- 「足利よしのり・市川茂々太郎　木津うもん・尾上芙雀」　大判錦絵　池田文庫所蔵　※文政8年正月、大西芝居『けいせい楊柳桜』より
- 「中村歌右衛門　再勤ニ付新哥調の図」　大判錦絵　早稲田大学演劇博物館所蔵　※文政9年正月
- 「松王丸・中村芝翫　さくら丸・尾上菊五郎　梅王丸・嵐来芝」　大判錦絵　池田文庫所蔵　※文政9年3月、大坂中の芝居『菅原伝授手習鑑』より
- 「はつはな・中村三光　飯沼勝五郎・二世中村芝翫」　大判錦絵2枚続　※文政9年9月、大坂中の芝居『箱根霊験躄仇討』より。貞一との合作
- 「早野勘平/大星由良之介・沢村源之助」　大判錦絵　早稲田大学演劇博物館所蔵　※文政10年3月、大坂若太夫芝居『仮名手本忠臣蔵』より